# Martin Schreyer
Martin Schreyer (auch Martinus, Merten Schreyer bzw. Wogmeyster) war im 16. Jahrhundert ein Dresdner Ratsherr und Bürgermeister.

## Leben
Martin Schreyer, über dessen Herkunft nichts bekannt ist, war Pächter der in einem Anbau des Alten Rathauses am Altmarkt untergebrachten Ratswaage und wurde deshalb 1505 als Martinus Wogmeyster erstmals urkundlich erwähnt. Hier wurden die für den Verkauf vorgesehenen Waren gewogen. Ein kupferner Scheffel diente dem Abmessen von Hopfen. Aufgabe des Waagenmeisters war es, Maß und Gewicht zu kontrollieren und Manipulationen zu verhindern.
Im gleichen Jahr trat er in den Rat ein und übernahm dort das Amt des Zinsherrn. 1508 war er erneut für dieses Amt vorgesehen. Allerdings bestätigte Herzog Georg der Bärtige den neuen Rat nicht und lehnte Martin Schreyer ab, da es Unstimmigkeiten in seiner Rechnungslegung gab, welche zunächst untersucht werden sollten. Schließlich wurde er jedoch bestätigt und konnte sein Amt übernehmen.
1510 war Schreyer Kämmerer und wurde im folgenden Jahr erstmals regierender Bürgermeister. Nach der Ratsordnung von 1470 erfolgte deren Wahl auf Lebenszeit, wobei sich dem Jahr als regierender Bürgermeister ein Jahr als „sitzender“, d. h. beigeordneter Bürgermeister anschloss. Das dritte Jahr war das Ruhejahr, in dem keine Amtsausübung erfolgte. Danach begann der Drei-Jahres-Rhythmus erneut. Lediglich bei hohem Alter konnten die Bürgermeister vom Landesherrn von ihrem Amt entbunden werden, blieben jedoch bis zum Lebensende Ratsmitglieder. Schreyer wurde demnach 1514 und 1517 erneut Bürgermeister. Unklar bleibt, weshalb er dieses Amt später nicht mehr innehatte, 1521 jedoch als Baumeister und 1525 erneut als Kämmerer im Ratsverzeichnis erwähnt ist. Letztmals wird er 1526 als Ratsmitglied erwähnt.